# Teologija oslobođenja
Teologija oslobođenja je bogoslovska škola, koja u Isusu Hristu pored iskupiteljske, daje i osloboditeljsku ulogu potlačenima i prezrenima u svijetu. U politici je vezana uz hrišćanski socijalizam.

## Istorija
Osnovana je unutar katolicizma, poslije 1965, nakon Drugog vatikanskog koncila. Najviše se raširila po Trećem svijetu, gdje je ovakva škola i mogla naći najplodnije tlo. Posebno je podlogu našla u Latinskoj Americi. Zbog raširenosti marksističkih revolucionarnih ideja u tom području, ova je škola se ponegdje i pomiješala sa njima.
Često se ova teologija smatra svojevrsnim oblikom hrišćanskog socijalizma. Jedan od ključnih mislilaca ove škole je Gustavo Gutiérrez, čije se djelo „Teologija oslobođenja: Istorija, politika, spasenje“, smatra manifestom hrišćanskog socijalizma.
Veliku povezanost ove škole sa revolucionarstvom i marksističkim idejama je uočila i Kongregacija za doktrinu vjere, tako da je za vrijeme Racingerovog predsjedavanja, 1984. godine, objavljena „Instrukcija“, kojom se teologija oslobođenja osuđuje i optužuje za podsticanje nasilja i za marksizam.
U jednom dokumentu objavljenom prije „Instrukcije“, čelnik Kongregacije je napisao da analiza fenomena teologije oslobođenja otkriva da je ona fundmentalna prijetnja vjeri crkve. U skladu sa tim mišljenjima, osoblje koje je podržavalo ovu teologiju je bilo sankcionisano i marginalizovano, kako za vrijeme pontifikata pape Jovana Pavla II, tako i kasnije, u vrijeme pape Benedikta XVI.

## Poznati predstavnici
- , Brazil
- , Argentina - Škotska (1952—2009)
- , Haiti (r. 1953)
- , Brazil (r. 1921)
- , Brazil (1933—2008)
- , Palestina (r. 1937)
- , Brazil (r. 1923)
- , Brazil
- , Južna Afrika (r. 1945)
- , Brazil
- , Brazil (r. 1938)
- , SAD (1920—2001)
- , Peru, profesor religije na University of
- , S.J., Bolivija (r. 1940), sadašnji predsjednik policije za vrijeme mandata predsjednika Eva Moralesa na čelu države
- , SAD
- , Španija - Brazil (r. 1928)
- , SAD (r. 1938)
- , Nikaragva (r. 1925)
- , Nikaragva
- , Kamerun (r. 1936)
- , SAD
- , S.J., Španija- El Salvador (1930—1989)
- , SAD (r. 1952)
- , Francuska (1914—2002)
- -{Gustavo Gutiérrez, Peru (r. 1928)
- , Belgija (r. 1925)
- , Haiti (r. 1947)
- , Indija (1924—1993)
- , Njemačka (r. 1938)
- , Austrija - Brazil (r. 1939)
- , Švajcarska - Njemačka (r. 1928)
- , Njemačka
- , Španija - El Salvador (1942—1989)
- , UK (1926—2001)
- , Njemačka (r. 1928)
- , Argentina
- , Njemačka (r. 1926)
- , S.J., Španija - El Salvador (1933—1989)
- , Holandija (1932—1996)
- , US - El Salvador
- , Kolumbija (1929—1966)
- , Meksiko (r. 1924)
- , Belgija – Holandija (r. 1914)
- , S.J., Urugvaj (1925—1996)
- , Egipat
- , Njemačka
- , Engleska (r. 1953)
- , S.J., Španija - El Salvador (r. 1938)
- , Njemačka (1929—2003)
- , SAD (1929—1985)
- , Brazil (r. 1957)
- , Peru
- , El Salvador
- , SAD (r. 1941)
- , Gvatemala